# Lądowisko Wyszków-Szpital
Lądowisko Wyszków-Szpital – lądowisko sanitarne w Wyszkowie, w województwie mazowieckim, położone przy ul. Komisji Edukacji Narodowej 1. Przeznaczone jest do wykonywania startów i lądowań śmigłowców sanitarnych i ratowniczych w dzień i w nocy o dopuszczalnej masie startowej do 5700 kg.
Zarządzającym lądowiskiem jest Samodzielny Publiczny Zespół Zakładów Opieki Zdrowotnej w Wyszkowie. W roku 2012 zostało wpisane do ewidencji lądowisk Urzędu Lotnictwa Cywilnego pod numerem 169
Koszt jego budowy wyniósł ok. 1,8 mln zł. Oficjalne otwarcie odbyło się 13 grudnia 2012.